# Hack Kampmann (politiker)
 Der er flere personer med dette navn, se Hack Kampmann.
Hack Kampmann (5. marts 1813 på Sneumgård – 17. december 1878 i Randers) var en dansk herredsfoged og politiker.
Han var søn af godsejer Niels Øllgaard Kampmann (1786-1828) og Ane Christiane Hedevig f. Jessen (1784-1854), blev 1831 student fra Ribe Katedralskole, 1835 juridisk kandidat og 1837 volontær i Rentekammeret, men tog i maj 1839 til Frijsenborg for at manuducere den senere konseilspræsident, grev C.E. Frijs til juridisk eksamen (afløstes heri 1840 af C.C. Hall) og blev efter indstilling af sin elevs fader 1839 birkedommer i Frijsenborg Birk. Herfra forflyttedes han 1852 som herredsfoged i Rougsø o. fl. herreder ved Randers, et embede, han beholdt til sin død. Ved siden heraf havde han i årenes løb mange offentlige hverv. Han blev 1845 suppleant og 1848-52 medlem af Skanderborg Amtsråd, 1850-52 formand for afløsningen af husmandshoveriet i Aarhus Amt, 1851 medlem af Komiteen for Gudenås sejlbargørelse, 1861 formand for bestyrelsen af Gudenå, 1869 medlem af Randers Byråd, endvidere formand for Randers Sparekasse og 1876 for Randers-Grenaabanens bestyrelse.
Desuden tog Kampmann i flere år livlig del i det landspolitiske liv: Han var folketingsmand for Viborg Amts 4. kreds 1849-52 og på ny 1855-56 samt for Randers Amts 3. kreds 1852-53 og medlem af Rigsrådets Folketing for sidstnævnte kreds 1864-65. I de første 3 år tog Kampmann meget virksom del i forhandlingerne, var medlem af flere vigtige udvalg om landboforhold og stod ligesom Laurids Nørgaard Bregendahl i flere spørgsmål (især i fæstespørgsmålet) Bondevennerne nærmere end flertallet af det nationalliberale parti, hvortil han ellers hørte. Det var Kampmann, som i november 1851 stillede forespørgselen til ministeriet om dets politiske plan og i marts 1852 var ordfører for adresseforslaget om Januarkundgørelsen. Endvidere stemte han i januar 1853 imod Toldloven.
Kampmann blev kancelliråd 1854, justitsråd 1859 og etatsråd 1869 og Ridder af Dannebrog 1861, Dannebrogsmand 1876 og 1877 Kommandør af 2. grad af Dannebrog. Han døde 17. december 1878.
Han ægtede 19. september 1840 i Aarhus Domkirke Elisabeth Willemoes (22. oktober 1815 i Viborg – 21. september 1896 på Frederiksberg), datter af landfysicus i Viborg, senere stiftsfysicus i Aarhus, etatsråd Frederik Vilhelm Willemoes (1778–1860) og Mariane Elise født Hillerup (1791–1861).
Han er begravet i Randers. Der findes en silhouet af Niels Christian Fausing og et litografi fra 1880 efter fotografi.